# リンカーン家
リンカーン家（Lincoln family）は、イングランドを起源とするアメリカ合衆国の家族である。これにはエイブラハム・リンカーンとメアリー・トッド・リンカーンの全ての子孫が含まれる。リンカーンの家系は1985年12月24日にロバート・トッド・リンカーン・ベックウィズが亡くなったことで断絶したものであると考えられている。
一方でリンカーン家には大統領と祖先が共通する親戚が存続している。例を挙げると俳優のジョージ・クルーニーはリンカーンの母のナンシー・ハンクス・リンカーンとつながりがある。またLGBT活動家のコンラート・イングリングはリンカーンの曾祖父のジョン・リンカーンの子孫、俳優のベン・ミラーもリンカーン家とのつながりがあることが調査により判明している。

## イングランドのルーツ
サミュエル・リンカーンの父のエドワード・リンカーン（Edward Lincoln）は1575年頃に生まれ、イングランドのノーフォーク市ヒンガムに住んだ。彼はイングランドに残って1640年2月11日に亡くなり、聖アンドリュー教会の墓地に埋葬された。エドワードはリチャード・リンカーン（Richard Lincoln, 1620年没）とエリザベス・レンヒンゲン（Elizabeth Remching）の1人息子であった。妻の死後にリチャードは3度結婚した。

## 歴史

### 第1世代

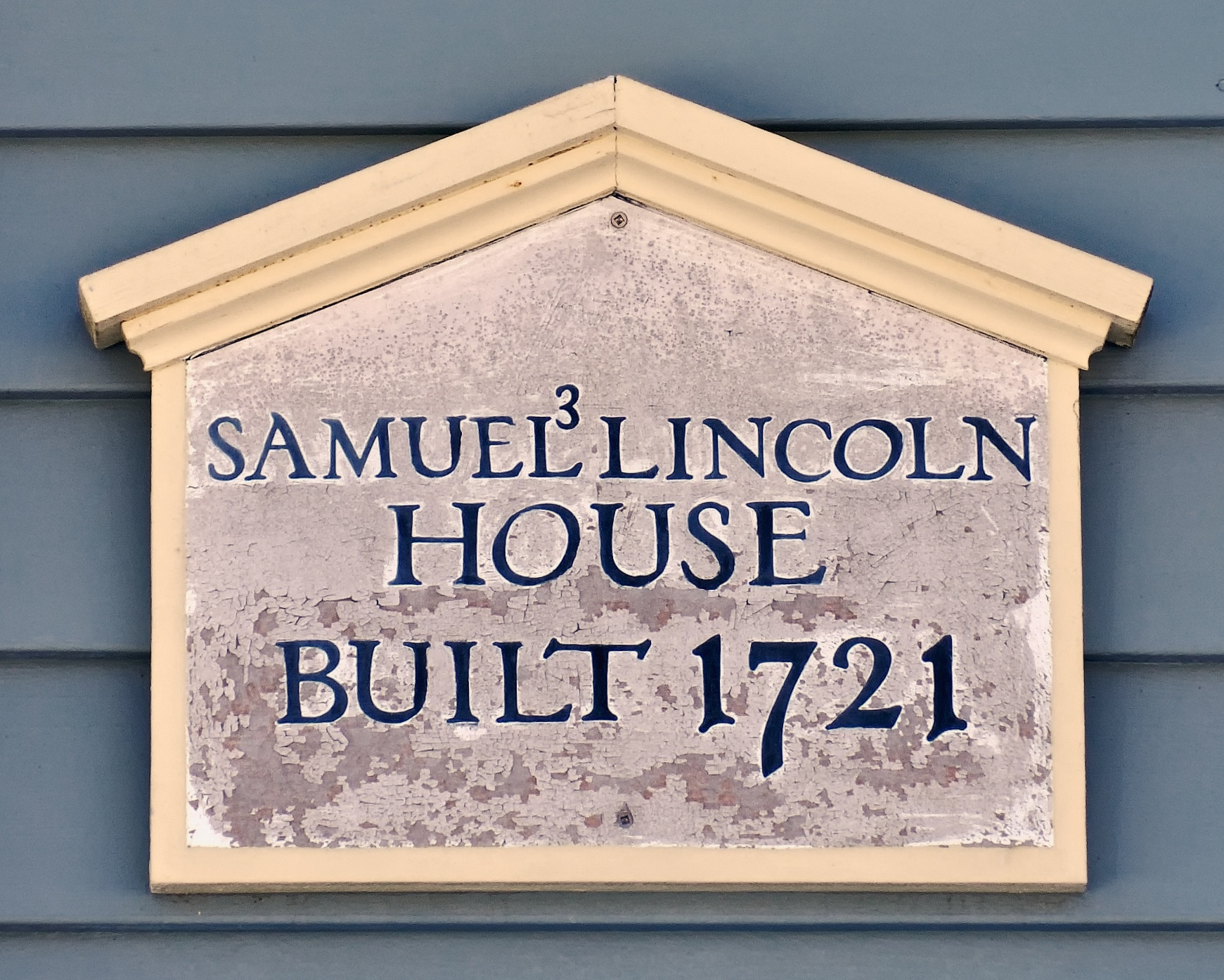
1649年にサミュエルが購入したヒンガムの土地に孫が建てたサミュエル・リンカーン邸

1937年、エドワード・リンカーンの息子のサミュエル・リンカーンはグレート・ヤーマスからジョン&ドロシー号に乗って出航し、マサチューセッツ湾植民地にたどり着いた。彼はアメリカ合衆国におけるリンカーン家の家長とみなされている。

### 第7世代

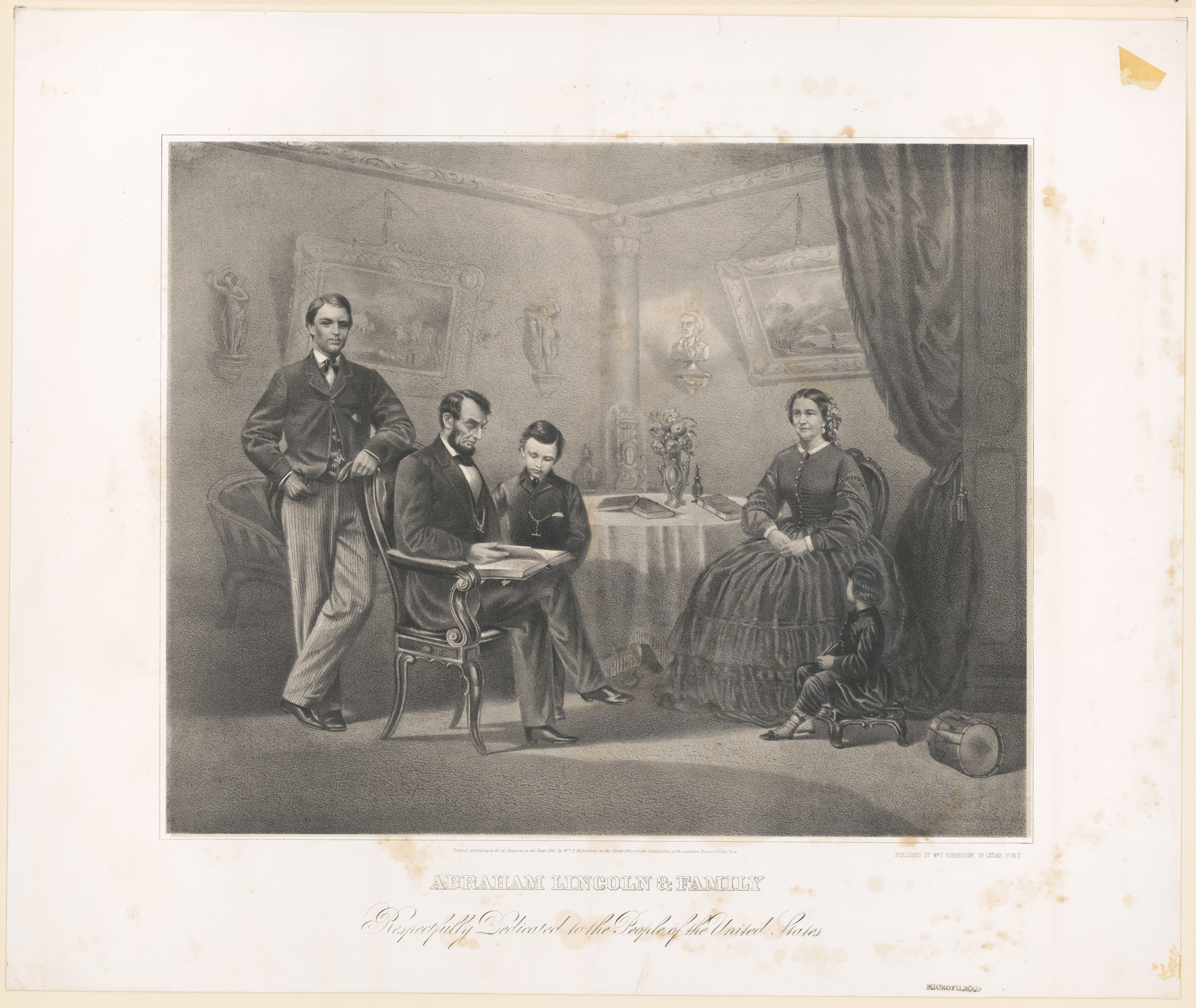
リンカーン大統領とその家族

エイブラハム・リンカーン（1809年 - 1865年）は弁護士であり、また1861年から1865年にかけて第16代アメリカ合衆国大統領を務めた政治家であった。彼はケンタッキー州ホジェンビル近郊のシンキング・スプリング農場にあるワンルームの丸太小屋でトーマス・リンカーンとナンシー・ハンクスのあいだに生まれた。彼はメアリー・アン・トッドと結婚し、4人の子供（ロバート、エドワード、ウィリー、タッド）をもうけた。

### 第10世代
ロバート・トッド・リンカーン・ベックウィズ（1904年 - 1985年）はジェントルマン・ファーマーであり、エイブラハム・リンカーンの曾孫であった。姉のメアリーが1975年亡くなったことでリンカーンの唯一の子孫となり、彼自身も1985年に亡くなって家系は途絶えた。

## 家系図
以下はエイブラハム・リンカーン大統領の祖先と子孫を10世代にわたって示している。

## その他
- モルデカイ・リンカーン (1771-1830) - リンカーン大統領の父方の叔父。
- サラ・ブッシュ・リンカーン (1788-1869) - リンカーン大統領の10歳からの継母。
- メアリー・リンカーン・クルーム (1775-1832) - リンカーン大統領の父方の叔母。
- ジョン・ハンクス（英語版） (1802-1889) – リンカーン大統領の母親のいとこ。リンカーン一家と4年間暮らした。
- ジョセフ・ハンクス（英語版） (1725-1793) - リンカーン大統領の曾祖父であると考えられている。
- ナンシー・ハンクス・リンカーンの祖先（英語版） - リンカーン大統領の実母のナンシー・ハンクスの家系には諸説ある。